# Luis Agote
Luis Agote, né le 22 septembre 1868 à Buenos Aires et mort le 12 novembre 1954 dans la même ville, est un médecin, un chercheur et un homme politique argentin, pionnier de la transfusion sanguine.

## Biographie
Étudiant du Colegio nacional de Buenos Aires, puis de l'Université de Buenos Aires, il obtient son doctorat avec une thèse sur l'hépatite. En 1894, il est nommé secrétaire du Département national d'hygiène, puis directeur de la léproserie de l'Île Martín García (1895). À partir de 1899, il exerce à l'hôpital Rawson de Buenos Aires, dont il deviendra plus tard le directeur. En 1905, il est nommé professeur de la Faculté de médecine de l'Université de Buenos Aires. Il prend sa retraite en 1929.

### Travaux sur la transfusion sanguine
Le 9 novembre 1914, il réalise la première transfusion sanguine indirecte en Amérique, en utilisant du citrate de sodium comme anticoagulant. Le médecin belge Albert Hustin avait déjà réussi cette opération quelques mois plus tôt, le 27 mars 1914, mais Agote n'en avait rien su.

### Politique
En 1910, il est élu député, puis entre au Sénat en 1916. Il est notamment à l'initiative de la loi instituant l'Institut modèle de clinique médicale (1911), de la fondation de l'Université nationale du littoral.

### Écrivain
Luis Agote est aussi l'auteur de plusieurs ouvrages:
- Néron, los suyos y su época (1912)
- Augusto y Cleopatra
- Ilusión y realidad, poèmes
- Mis recuerdos, mémoires